# Luffa acutangula
Luffa acutangula
Espèce
Classification phylogénétique
Synonymes
- Cucumis acutangulus L. - Basionyme
- Cucumis longus var. indicus Grew
- Cucurbita acutangula (L.) Blume
- Luffa acutangula var. subangulata (Miq.) Cogn.
- Luffa drastica Mart.
- Luffa fluminensis Roem.
- Luffa foetida Cav.
- Luffa gosa Ham.
- Luffa subangulata Miq.
- Momordica luffa Vell.
- Momordica tubiflora Wall.[2]

Synonymes
- Cucumis acutangulus L.
- Cucumis lineatus Bosc
- Cucumis megacarpus G.Don
- Cucumis operculatus Roxb. ex Wight & Arn.
- Cucurbita acutangula (L.) Blume
- Luffa amara Roxb.
- Luffa drastica Mart.
- Luffa fluminensis Roem.
- Luffa foetida Cav.
- Luffa forskalii Schweinf. ex Harms
- Luffa gosa Ham.
- Momordica tubiflora Wall.[3]

Luffa acutangula est une espèce de plantes à fleurs de la famille des Cucurbitaceae. Elle est cultivée en tant que légume, mais également comme éponge naturelle lorsqu'elle est mûre. Son fruit est proche du concombre ou de la courgette. On le retrouve dans le centre et l'est de l'Asie, ainsi qu'en Asie du Sud-Est. Cette espèce fait également office dans certains pays de plante d'intérieur.

## Utilisations
Les jeunes fruits sont utilisés comme légumes, particulièrement en Asie du Sud-Est, cuits, confits ou crus; les pousses et les fleurs peuvent également être utilisés. Comme le Luffa aegyptica, les fruits murs durcissent en séchant. L'intérieur est vidé pour n'en laisser que la fibre et sert ainsi d'éponge ou de fibres pour la fabrication de chapeaux.

## Noms dans d'autres langues
- Assamais : জিকা (jeeka)[réf. nécessaire]
- Bengali : jhingge (ঝিঙে) ou jhinga (ঝিঙ্গা) [6],[7],[8]
- Birman : ဗြူးဒါး [bjú dá]; ou ပုံလုံ [bòʊɴ lòʊɴ]
- Cantonais : 絲瓜 ou 勝瓜 sin qua ou sing kwa, Ling Jiao Si Gua, You Lin Si Gua, Sze Gwa, Sigwa[9],[10],
- Cingalais : වැටකොලු watakolu
- Fujian :  Kak kuey[9]
- Gujarati : તુરીયા turiya
- Hindi : तोरई, तुरई torai, turai
- Indonésien : gambas, oyong
- Japonais :  ito uri, tokado hechima
- Javanais : oyong
- kali'na : sukuwa
- Kannada : Heere kayi
- Khmer : ននោងជ្រុង ([nɔnooŋ cruŋ])
- Konkani : gossale
- Créole des Antilles françaises  : pikenga
- Créole mauricien : pipangaye
- Créole réunionnais : pipangaille
- Lao : ລອຽ ([lɔ́ːj]) ou mark noy  (ໝາກນອຍ)
- Malais : petola segi
- Malayalam : peechinga
- Mandarin : 广东丝瓜 (pinyin : guǎngdōngsīguā)
- Marathi : दोडकी dodaki
- Tagalog : Patola
- Tamoul : peerkangai
- Telugu : beera kaaya
- Thaï : thaï : บวบเหลี่ยม, buap liyam
- Vietnamien : mướp khía